# Pectoral dorado de Tovsta Mohyla
El Pectoral dorado de Tovsta Mohyla (en ucraniano: Товста Могила, “gruesa tumba”) es un antiguo tesoro de arte escita descubierto en un enterramiento tipo kurgán en Tovsta Mohyla en 1971 por el arqueólogo ucraniano Boris Mozolevski. El montículo funerario de Tovsta Mohyla, cuyo significado es «gran túmulo», se encuentra cerca de Pokrov, en el óblast de Dnipropetrovsk, al sur de Ucrania.
Se encuentra expuesto en el Tesoro del Museo Nacional de Historia de Ucrania, en el complejo del monasterio de las Cuevas de Kiev.

## Historia
Los antiguos escitas fueron un pueblo iranio seminómada que habitaron en la zona septentrional del mar Negro en un territorio que alcanzaba los montes Urales y el macizo de Altái. Su cultura sobrevivió durante casi un milenio, durante el cual comerciaron regularmente con las diversas culturas del Mediterráneo y Asia, incluyendo los antiguos griegos, persas y chinos.
Se considera que el denominado Pectoral dorado o coraza fue mandado realizar por un líder escita, y pudo haber sido fabricado por artesanos nativos escitas, tal y como muchos estudiosos modernos mantienen, o como a menudo se considera, por herreros de la Antigua Grecia probablemente ubicados en Panticapeo, en la actual Crimea junto al mar Negro. Aunque, sin ninguna duda, el estilo es indudablemente griego, la imaginería refleja una simbología escita.
El pectoral está realizado con 24 quilates de oro, con un diámetro de 30,6 centímetros y pesa en torno a unos 1150 gramos; tiene forma de luna creciente y puede dividirse estilísticamente en tres secciones. La parte superior, que es considerada mayoritariamente como la escena principal de la pieza, refleja la vida cotidiana de los escitas; la zona intermedia se cree que representa una conexión escita con la naturaleza, debido a que existen numerosos detalles de gran minuciosidad que el artesano decidió soldar en la misma placa dorada que sustenta el resto de la pieza. Finalmente, se cree que la zona inferior representaría las creencias escitas en el cosmos y su propia mitología.
Se considera que el pectoral se creó soldando docenas de piezas de figuras y elementos individualizados.